# Château de Fondat
Le château de Fondat est situé sur la commune des Saint-Justin, dans le département français des Landes. Il est inscrit au titre des monuments historiques par arrêté du 31 mars 1999.

## Présentation
L'emplacement du domaine de Fondat est occupé dès le Moyen Âge par des seigneurs de la région. En 1607, une famille noble originaire de Marsan, la famille de Malartic, achète le domaine et le conserve jusqu'à la fin du XIXe siècle. Le château, dévasté à deux reprises, est reconstruit au milieu du XVIIe siècle. Il est remanié au XIXe siècle, dans un style néo-Renaissance. Le château est un des éléments d'un vaste ensemble constitué de dépendances de grande qualité : 
- Un chai à armagnac construit au XVIe – XVIIe siècle
- Un colombier du XVIIe siècle
- Un grand Pavillon, sous Henri IV dépendant où œuvrent les gens de maison, au XIXe siècle la façade est remaniée à l'image du château
- Une fontaine Médicis
- Un vivier du XVIIe siècle, il sert de réserve de poisson
- Un parc aux arbres bicentenaires (aux essences exotiques) dont il reste des vestiges d'un ordonnancement remontant aussi au XVIIe siècle. L'un d'entre eux appelé « Gulliver », est un Orme du Caucase (Zelkova carpinifolia) qui a été labellisé arbre remarquable en 2013 et dont la plantation daterait de plus de 400 ans[4]. Ses branches très longues et entremêlées semblent « aspirées droit vers le ciel »[4].

## Galerie

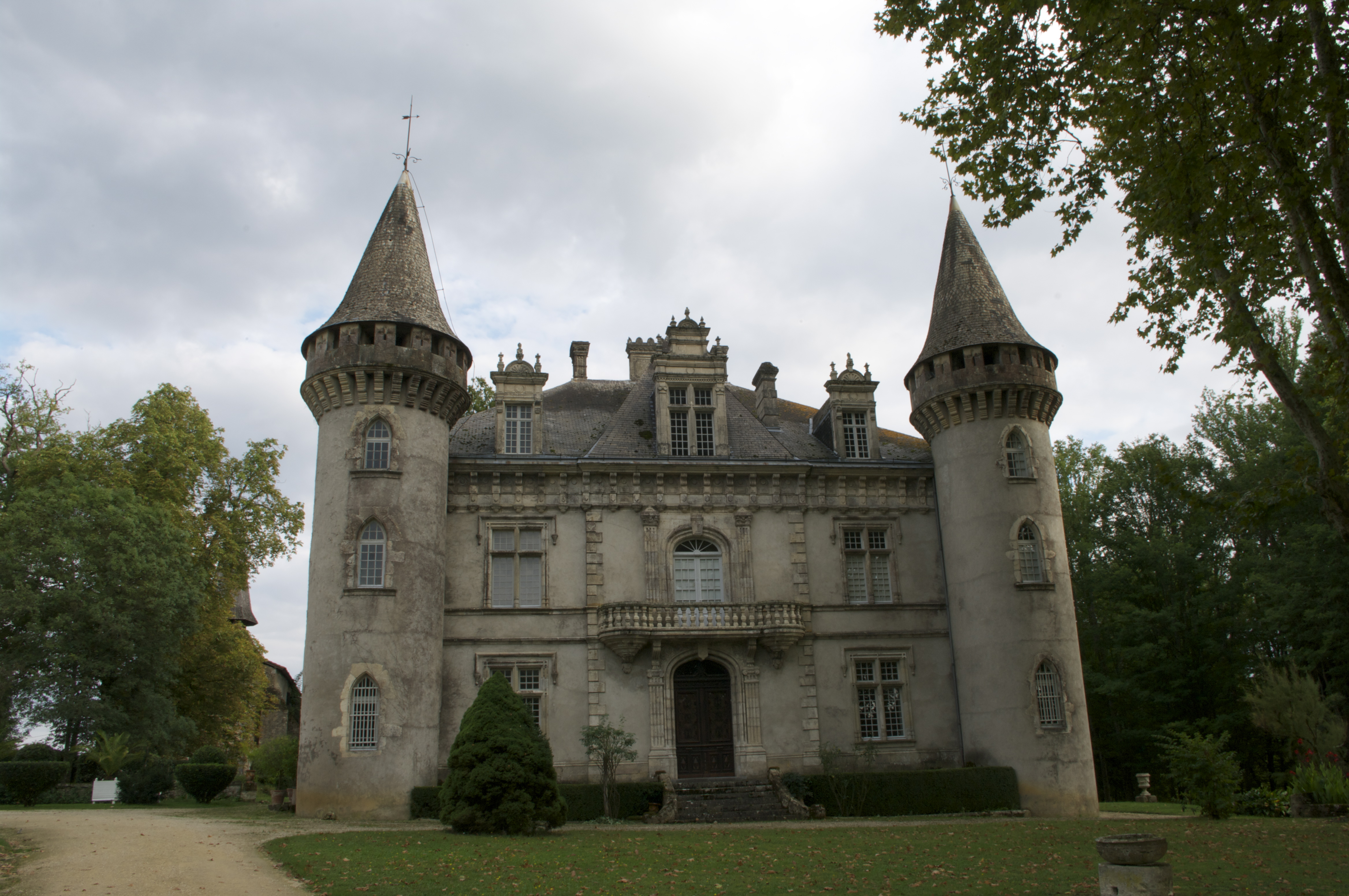
Façade Ouest du Château
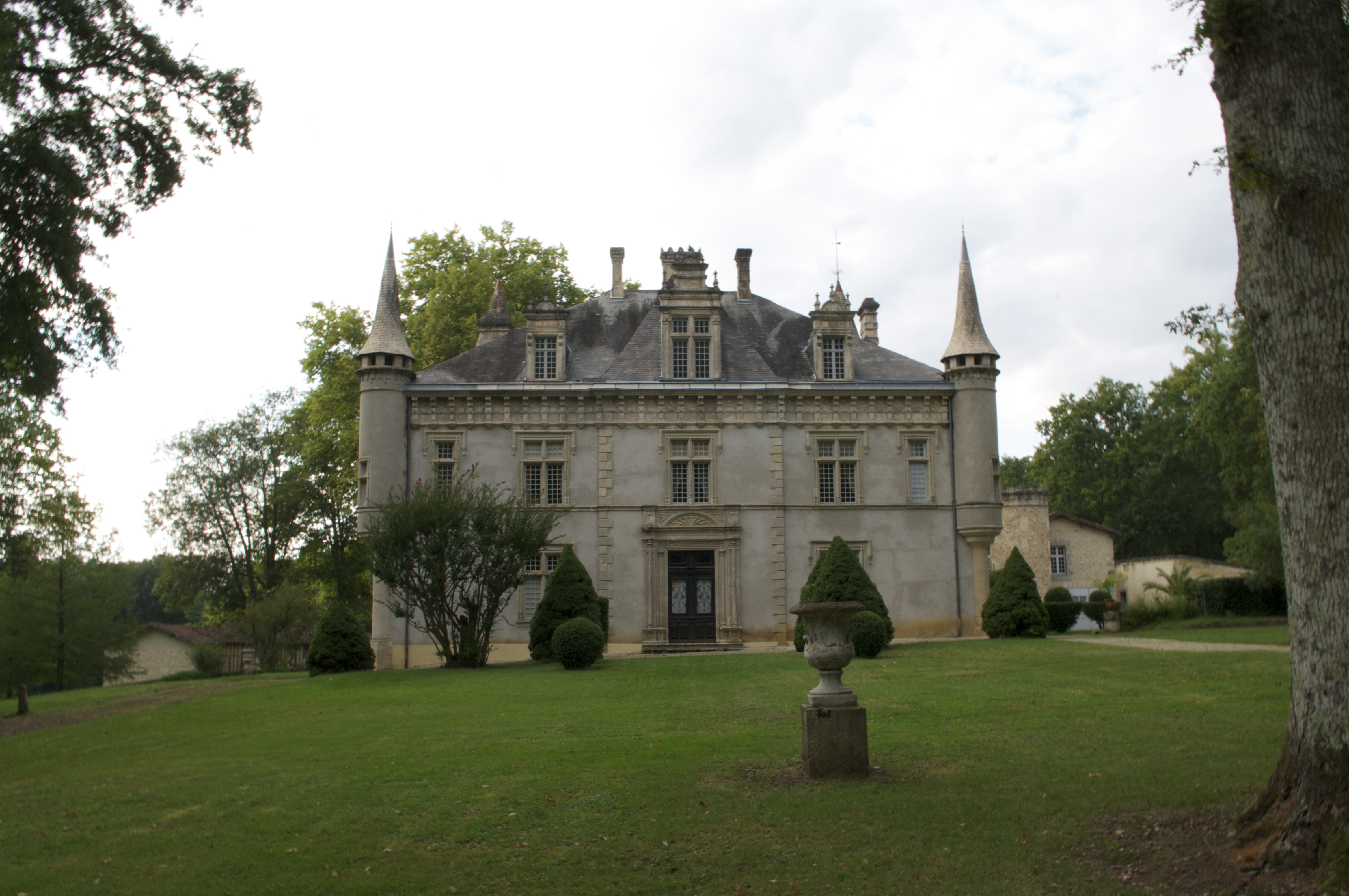
Façade Est du Château
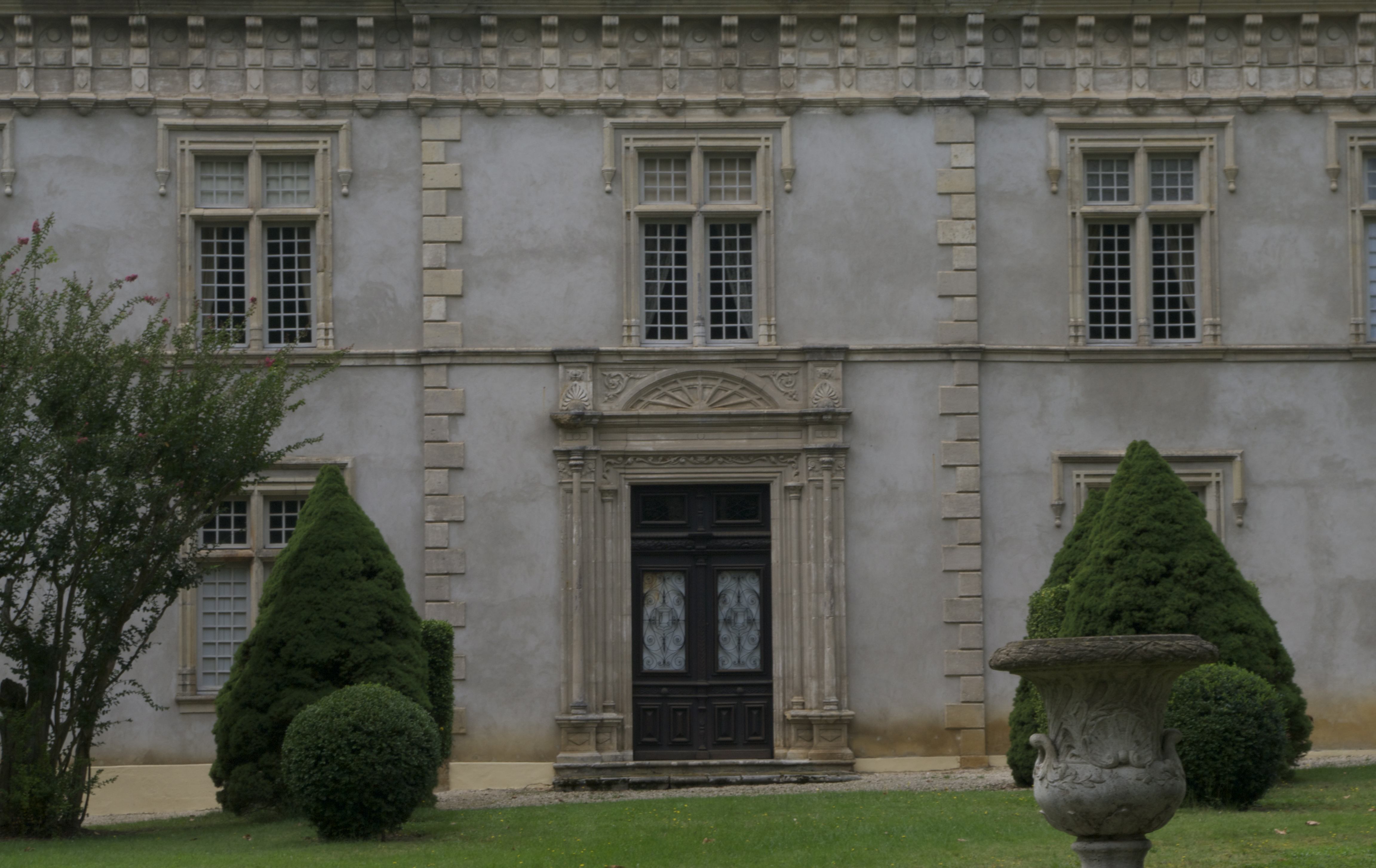
Détail de la façade Est du Château
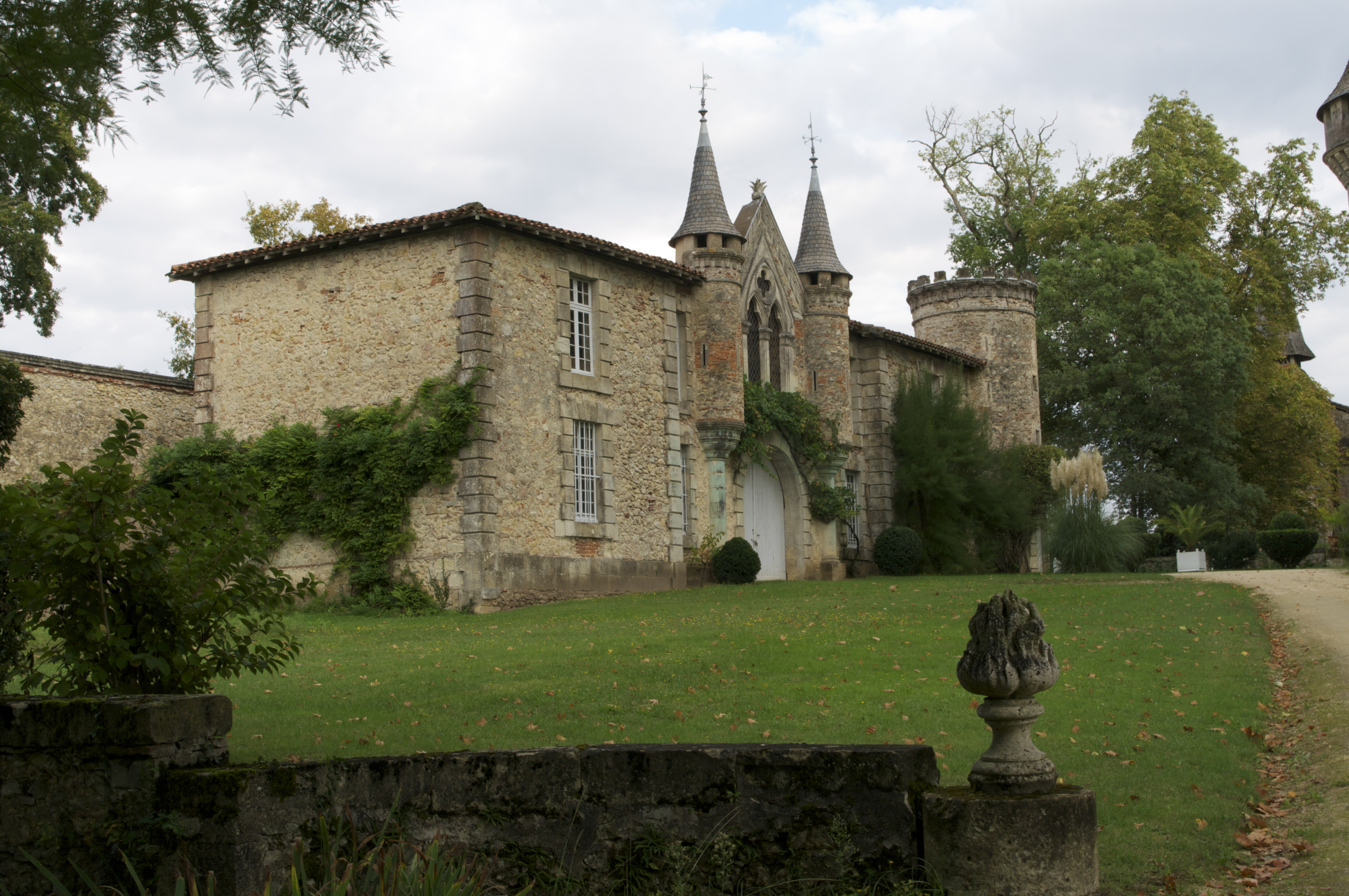
Façade Est du Grand Pavillon
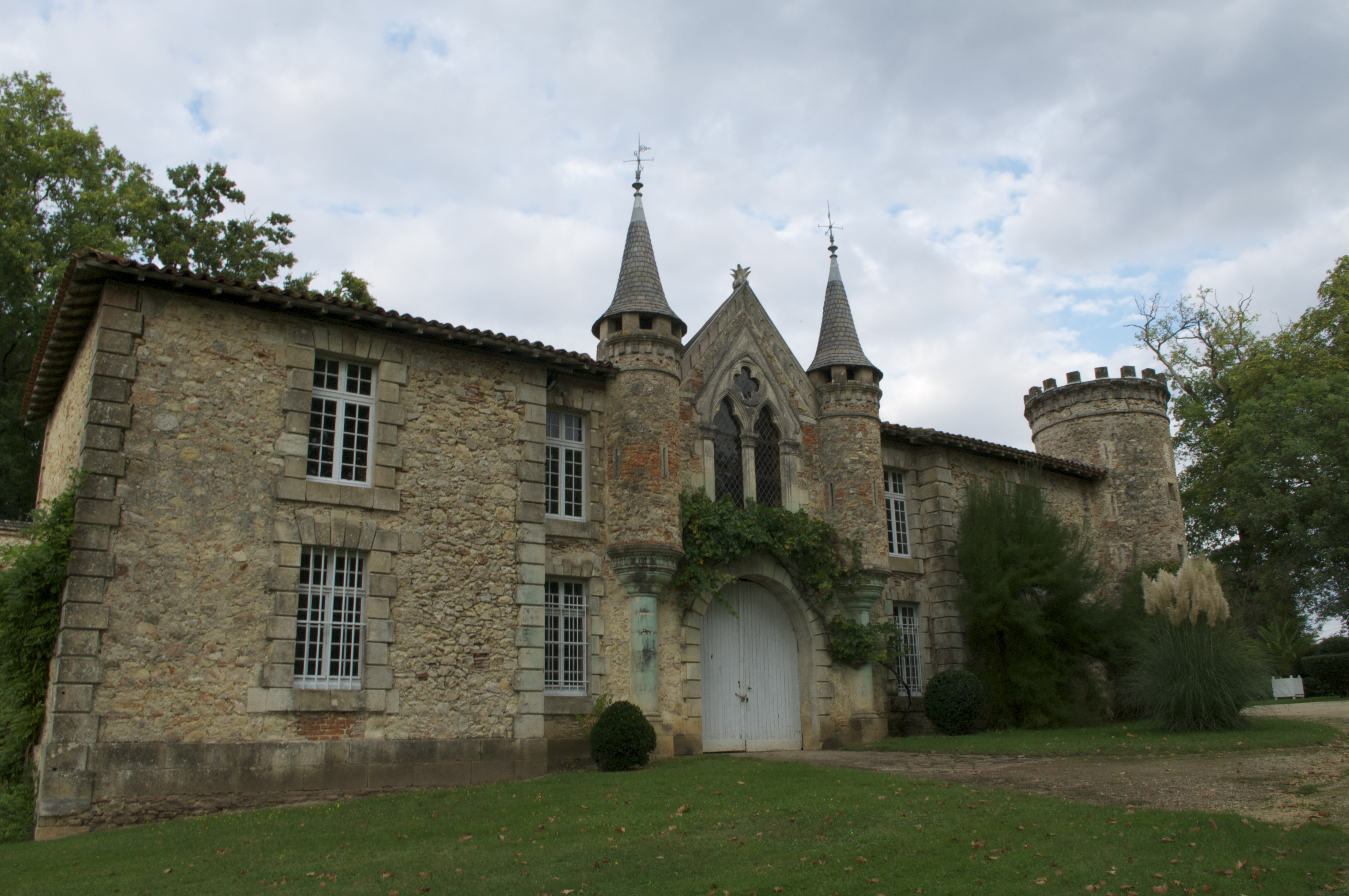
Façade Est du Grand Pavillon
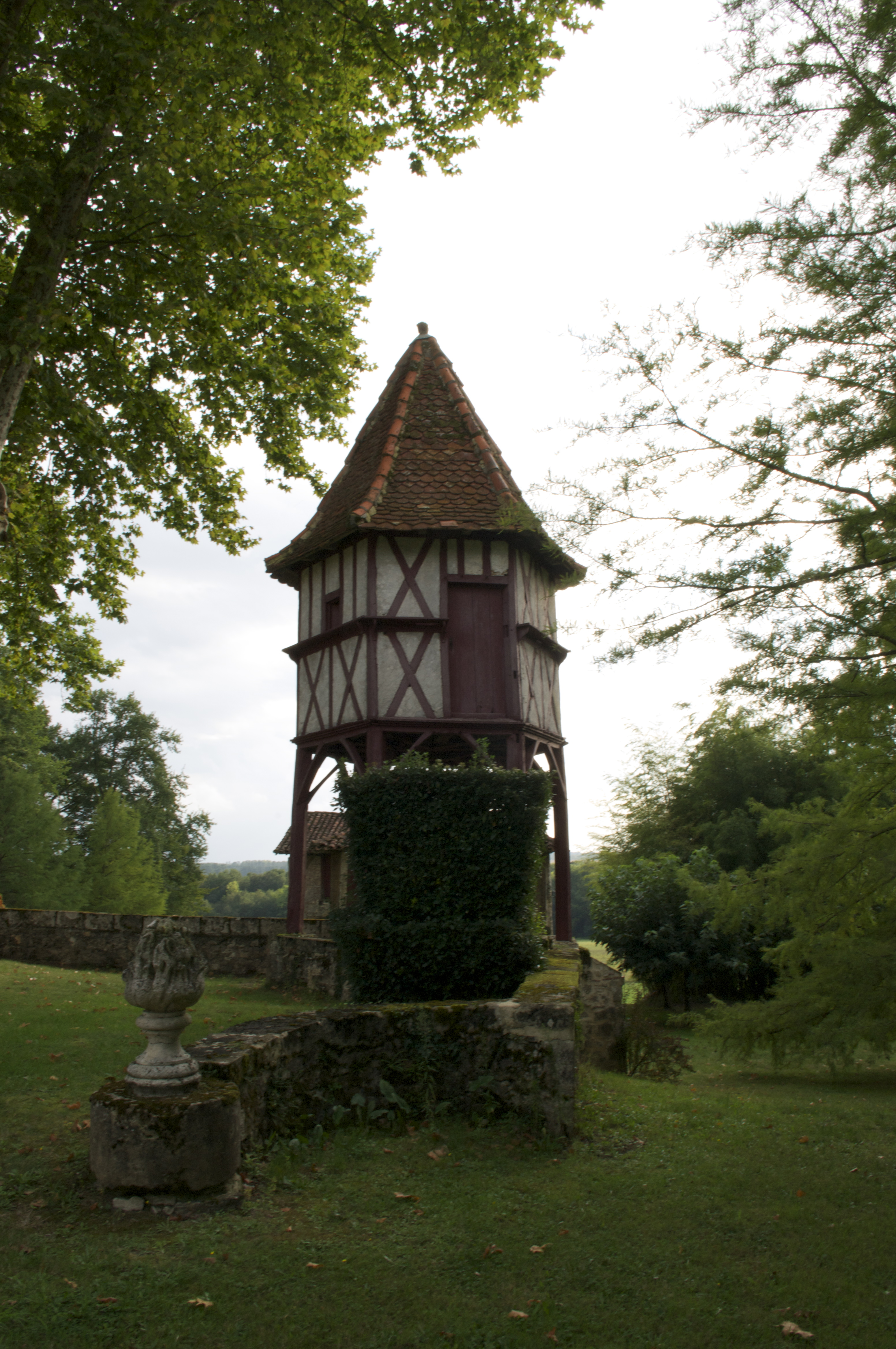
Le colombier
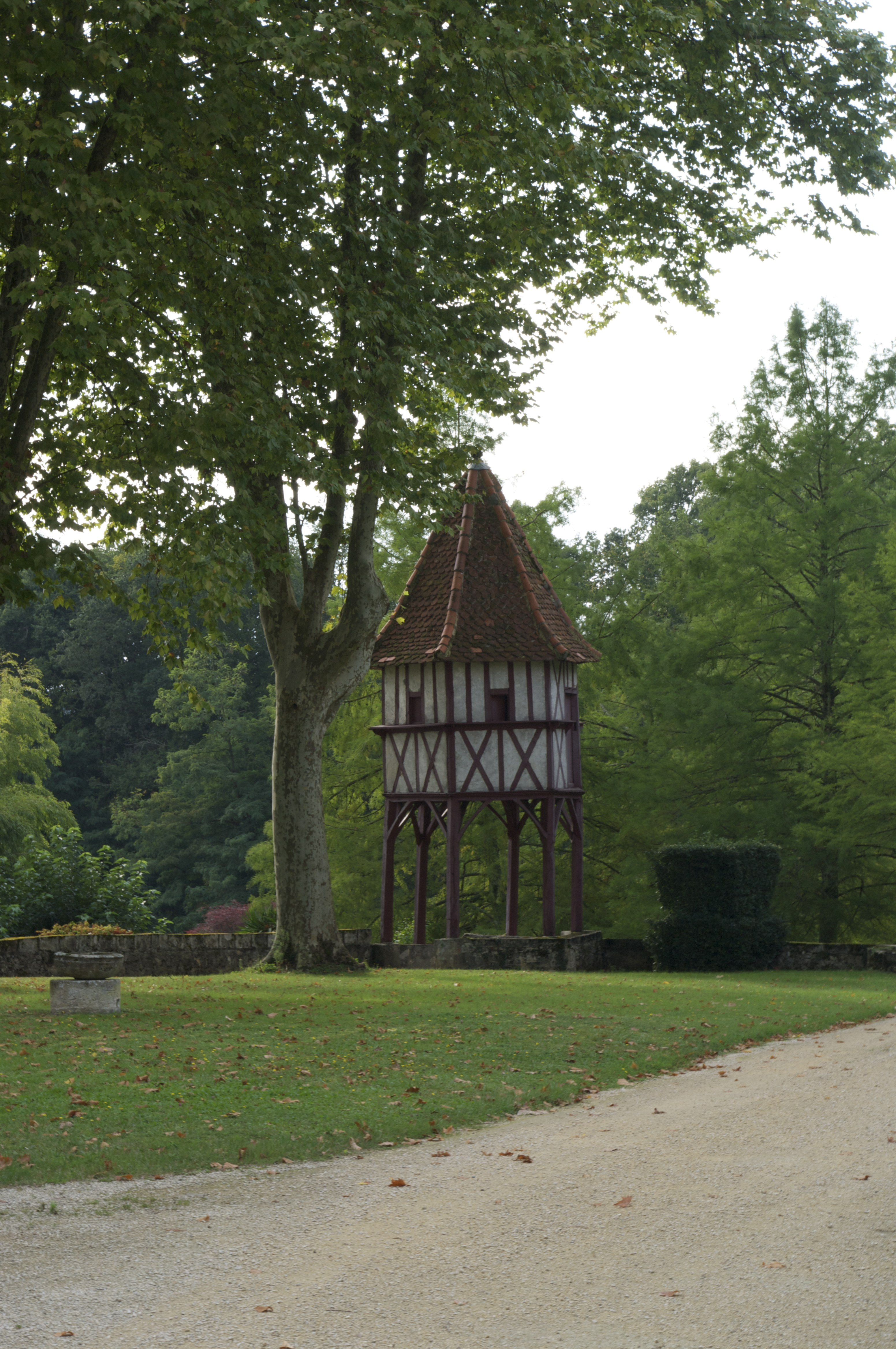
Le colombier